# Filthatturin
Filthatturin är ett berg på ön Viðoy på Färöarna. Berget har en högsta topp på 688 meter.